# アフリカ物語
『アフリカ物語』は、1980年の映画。英題は『A Tale of Africa』。サンリオ創立20周年記念作品として公開された。羽仁進監督の作品で、出演はジェームズ・ステュアートなど。"アフリカ狂"羽仁進が、10数年に亘るアフリカ渡航経験を生かし、動物たちの珍しい生態を伝える。野火などの自然現象、洪水に押し流される動物たちなど、貴重なシーンが収められている。

## キャスト
- 老人：ジェームズ・ステュアート（吹替：巖金四郎）
- 少女：キャティ（吹替：武藤礼子）
- 青年：フィリップ・セイヤー（英語版）（吹替：堀勝之祐）
- 女：エレノア・バローネ[3]（吹替：此島愛子）
- 長老：ハクタ・シンバ（吹替：大久保正信）
- ガイドA：マイク・クラーク（吹替：田中信夫）
- ガイドB：マイク・シモチェロ（吹替：徳丸完）
- ナレーター：槇大輔

## スタッフ
- 監督：羽仁進
- 共同監督・撮影監督：サイモン・トレヴァー
- 脚本・製作総指揮：辻信太郎
- 原案：寺山修司
- 撮影：マイケル・フォックス、松前次三
- 助監督：ハリー・フック
- 日本語版演出：春日正伸
- 日本語版翻訳：宇津木道子
- 音楽監督：山本直純
- 共同音楽監督：栗山章、門司正一
- サウンドトラック作曲・編曲：山本直純、玉木宏樹、たかしまあきひこ、青山勇、羽田健太郎、トミー・スナイダー、マイケルK.田中、安藤芳彦、小林泉美、黒住憲五
- 演奏：新日本フィルハーモニー交響楽団、アンサンブル オズ・ムジカ、落下傘
- 指揮：籾山和明
- 録音：久保田幸雄、井上秀司
- 効果：福島音響
- 編集：保坂延彦、沼崎編集室
- タイトル：熊谷幸雄
- 仕上制作：国正明、ウィリアム・ロス
- 録音スタジオ：東京テレビセンター、サウンドインスタジオ、アートセンター
- 現像：ランク現像所、東洋現像所
- 製作：荻洲照之
- プロデューサー：松江陽一
- 製作・著作：サンリオ